# Cine Centímetro
Cine Centímetro é uma sala de cinema no distrito de Conservatória, Valença, Rio de Janeiro. O cinema é uma réplica em tamanho menor do extinto Metro-Tijuca (local onde funciona hoje uma loja C&A), construído em 1941 e demolido nos anos 70.
Atualmente as sessões só ocorrem aos sábados e também em festivais e visitas de grupos. Idealizado por Ivo Raposo, um delegado de polícia e ex-projetor de cinema, a sala exibe principalmente filmes clássicos.